# Konstantní funkce

Graf konstantní funkce y(x)=0

V matematice se pojmem konstantní funkce označuje taková funkce, jejíž funkční hodnota je v celém definičním oboru stejná, tedy konstantní. Například funkce f(x) = 4 je konstantní.

## Definice
Funkce {\displaystyle f:A\rightarrow B} je konstantní, pokud
{\displaystyle \forall x,y\in A\;:f(x)=f(y)}
nebo ekvivalentně
{\displaystyle (A=B=\emptyset )\lor (\exists y\in B\;\forall x\in A\;:f(x)=y).}

## Vlastnosti
- pro {\displaystyle B\neq \emptyset } a libovolné {\displaystyle A} vždy nějaká konstantní funkce {\displaystyle f:A\to B} existuje
- grafem reálné konstantní funkce definované pro všechna reálná čísla je přímka rovnoběžná s osou x
- je-li {\displaystyle f} konstantní a {\displaystyle g} libovolná funkce, jsou jejich složení {\displaystyle f\circ g} jakož i {\displaystyle g\circ f} rovněž funkce konstantní
- konstantní funkce (reálné i komplexní proměnné) má v každém vnitřním bodě definičního oboru derivaci rovnou nule
- funkce je neklesající a nerostoucí zároveň, právě když je konstantní
- v komplexním oboru je konstantní funkce je jediným typem celé funkce, která je omezená (Liouvilleova věta)
- primitivní funkce ke konstantní funkci na otevřeném intervalu reálných čísel je lineární funkce
  - příklad: {\displaystyle \int 4\,dx=4x+C}